# جيرالدين هنت
جيرالدين هنت (بالإنجليزية: Geraldine Hunt)‏ هي مغنية أمريكية، ولدت في 10 فبراير 1945 في سانت لويس في الولايات المتحدة.

## وصلات خارجية
- الموقع الرسمي
- جيرالدين هنت على موقع IMDb (الإنجليزية)
- جيرالدين هنت على موقع ميوزك برينز (الإنجليزية)
- جيرالدين هنت على موقع ديسكوغز (الإنجليزية)